# Ботушанская, Ольга Фёдоровна
О́льга Фёдоровна Ботуша́нская (род. 22 октября 1938, Сухая Маячка, Полтавская область) — советский и украинский библиотековед, библиотекарь и библиограф. Заслуженный работник культуры Украины (1994).

## Биография
Родилась в семье колхозника. В 1946—1956 годах училась в средней школе. В 1960 году окончила Харьковский государственный библиотечный институт по специальности библиотековедение и библиография, с квалификацией библиотекарь-библиограф.
Свою трудовую деятельность начала в том же году заведующей передвижного фонда Ярмолинецкой районной библиотеки для взрослых Хмельницкой области. В 1961—1962 годах — библиотекарь читального зала Хмельницкой областной библиотеки для детей; в 1962—1965 годах — старший инспектор Хмельницкого областного управления культуры; в 1965—1973 годах — заведующая методико-библиографического отдела Одесской областной библиотеки для детей им. Н. К. Крупской. В 1986 году назначена директором Одесской государственной научной библиотеки им. М. Горького. В связи с получением национального статуса, в 2009 году учреждение переименовано в Одесскую национальную научную библиотеку им. М. Горького, а в 2015 году — в Одесскую национальную научную библиотеку, возглавляемую Ботушанской как генеральным директором.
Представляла библиотеки Украины на международной конференции IFLA в России и конференции Американской библиотечной ассоциации в США, в Финляндии, Германии, Болгарии, Франции. С августа 1995 до февраля 1996 стажировалась на базе Библиотеки Нового Южного Уэльса (Австралия).
Автор и соавтор ряда научных библиотековедческих публикаций, ответственный редактор книговедческой и библиографических трудов, получивших высокое признание государства и среди научного сообщества, а именно: двух выпусков «Голодомор на Украине 1932—1933 гг.», «Книги и судьбы: Художники расстрелянного Возрождения: био-библиографический указатель», серии «Неисчерпаемые источники памяти» и другие.
Инициатор проведения всеукраинских выставок-форумов новых изданий ведущих издательств Украины, а также создания на базе библиотеки пяти международных информационных центров и информационно-аналитического центра «Экологическое возрождение Черноморского побережья Украины».
Председатель местного отделения Украинской библиотечной ассоциации, член президиума Одесского областного совета мира, заместитель председателя Постоянной комиссии по культуре, науке и образованию Одесского городского совета ХХІІІ созыва, председатель областной организации партии «Солидарность женщин Украины» и областной женской организации «Славия».
Заслуженный работник культуры Украины (1994), полный кавалер ордена княгини Ольги, кавалер французского ордена Искусств и литературы (2004), юбилейные медали 20 и 25 лет независимости Украины.